# Львівське ковзанярське товариство
Львівське ковзанярське товариство (пол. Lwowskie Towarzystwo Łyżwiarskie) — спортивне товариство, засноване 1869 року у Львові та вважається першим польським спортивним клубом, як на теренах Галичини, так і Польщі вцілому.

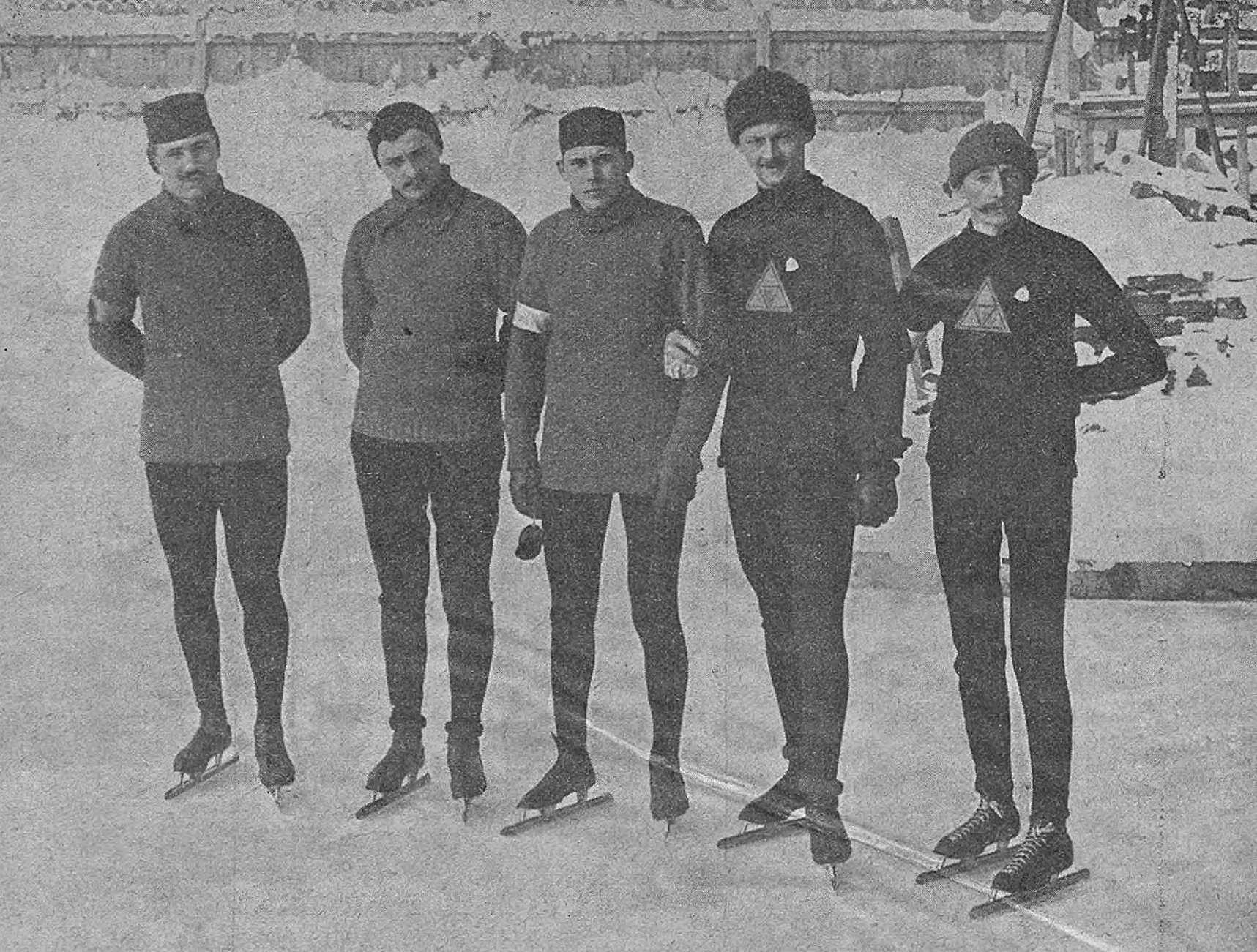
Ковзанярі Львівського ковзанярського товариства (початок 1912 року)

У 1909 році президентом Львівського ковзанярського товариства був Зигмунт Лашовський.
Адміністрація товариства перебувала в будинку на вулиці Пелчинській, 53 у Львові (на місці нинішнього спорткомплексу товариства «Динамо», що вулиці Вітовського, 53). Після наповнення Пелчинських ставків водою у 1909 році там відкрита нова ковзанка, яка функціювала до кінця 1930-х років.
Львівське та Варшавське ковзанярські товариства у 1921 році спільно заснували Польський ковзанярський союз, який з часом трансформувався у Польську федерацію ковзанярів.
У міжвоєнний період у клубі діяли секції фігурне катання та хокею. Найвідомішими представниками товариства були ковзаняр Тадеуш Ковальський та хокеїст Роман Сабінський. Хокейна команда Львівського ковзанярського товариства брала участь у чемпіонаті Польщі з хокею сезону 1928/1929 років.